# Lucien Laberthonnière
Lucien Laberthonnière (Chazelet, 5 ottobre 1860 – Parigi, 6 ottobre 1932) è stato un prete, filosofo e teologo francese.

## Biografia
Nato da una famiglia modesta, studiò nel seminario di Saint-Gaultier dal 1873 al 1880 e poi in quello di Bourges fino al 1885. Ordinato prete nel 1886, entrò nell'Oratorio, una congregazione fondata dal cardinal Pierre de Bérulle nel 1611. Nel 1892 si iscrisse alla Sorbona, laureandosi in filosofia nel 1896. 
Divenne intimo di Maurice Blondel dopo aver conosciuto la sua opera più importante, L'Action. Dal 1898 seguì a Parigi la Crypte, un centro culturale e religioso fondato da Marc Sangnier, futuro animatore del movimento democratico diffuso in Francia con il nome di Sillon. Direttore della rivista Annales de philosophie chrétienne dal 1905 al 1913), fu attaccato da diversi teologi finché, nel 1906, i suoi Éssais de philosophie religieuse vengono condannati dalla Chiesa cattolica. 
Nel settembre 1907 papa Pio X promulgò l'enciclica Pascendi, condannando il modernismo; anche al Laberthonnière, nel 1913, fu proibita ogni pubblicazione. All'inizio degli anni venti i rapporti fra Laberthonnière e Blondel, che aveva abbandonato il movimento modernista, si fecero difficili e dal 1928 cessarono del tutto.

## La filosofia di Laberthonnière
Laberthonnière concepiva la fede non già come sottomissione a un'autorità esterna ma come un'esperienza di vita che comprende in sé la bontà, la grazia che permette di partecipare alla vita divina: una tesi che prefigura il Concilio Vaticano II e i movimenti carismatici allora giudicati inammissibili dalle autorità ecclesiastiche.
Denunciò con vigore l'influsso nocivo del pensiero greco sul pensiero cristiano, attaccando il tomismo, accusato di aristotelismo, sottolineando l'abisso che separa il dio di Aristotele, logico, egoista e impersonale, dal dio cristiano, amorevole, sapiente, creatore e caritatevole. Il dio di Tommaso d'Aquino è, secondo Laberthonnière, una mescolanza improponibile, illogica e contraddittoria, persino «mostruosa», giungendo a parlare di un «anticristianesimo del tomismo». Una tale critica radicale non poteva che provocare i fulmini del Vaticano, allora in piena restaurazione neotomista.
Laberthonnière non esitò nemmeno ad attaccare il razionalismo di Cartesio, che, pur dimostrando l'esistenza di Dio come un teorema geometrico, in realtà vorrebbe evitare Dio ma, non potendolo completamente, «non ha potuto impedirsi di attribuirgli il gesto di mettere in moto il mondo, dopo di che non ha saputo più che farsene di Dio» (questa frase è di B. Pascal e tratta dai 'Pensieri' laddove mette in guardia da tutti i seguaci cartesiani). Laberthonnière condanna la secolarizzazione del mondo iniziata con Cartesio: per lui, le verità non esistono se non nella misura in cui noi le facciamo nostre; è ciò che egli chiama dogmatismo morale e pertanto la filosofia non è una scienza ma è lo sforzo del nostro spirito di conoscere ragione e senso delle cose.
Allo stesso modo la Rivelazione ha senso solo in quanto ricerca in sé stessi (sulla scia di S. Agostino e del suo "in interiore homine habitat Veritas"): solo in questo modo si può incontrare Dio, che è principio dell'uomo - anche se l'uomo non lo riconoscesse come tale - cosa possibile solo in virtù dell'intervento della grazia. Denunciò vigorosamente la confusione della Chiesa con la gerarchia ecclesiastica, la concezione assolutista dell'autorità che idolatra le verità dogmatiche ma trascura le virtù cristiane della carità. L'autentica verità è irradiata dalla bontà e Cristo stesso ci mostra la strada: l'autorità suprema della Chiesa è la carità divina in atto.
L'intelletto deve sottostare allo spirito, l'idea all'atto, l'ordine della conoscenza a quello della carità. Laberthonnière non rifiuta le verità dogmatiche in quanto tali ma le subordina all'amore del prossimo, che è il dono di sé, la carità incondizionata che Cristo ha manifestato a tutta l'umanità; queste sono concezioni tipiche del modernismo e come tali furono condannate dal Vaticano.
In Italia il suo pensiero è stato approfondito e valorizzato dal filosofo cattolico 'outsider' Enrico Castelli (1900-1977), autore di un'opera a lui dedicata nel 1927, agli esordi della sua produzione, e che è restato poi comunque un costante riferimento anche nelle sue elaborazioni successive, in un personalissimo itinerario di "esistenzialismo teologico" dispiegato fra Pascal, Kierkegaard, Sestov, Barth per citare i più rilevanti altri ispiratori (cfr. saggio di Gianfilippo Giustozzi "Enrico Castelli. Filosofia della vita ed ermeneutica della tecnica", 2002).

## Opere
- Théorie de l'éducation, 1901
- Essais de philosophie religieuse, 1903
- Le réalisme chrétien et l'idéalisme grec, 1904
- Positivisme et catholicisme, 1911
- Autour de l'Action française, 1911
- Le témoignage des martyrs, 1912
- Sur le chemin du catholicisme, 1913
- Études sur Descartes, 2 voll., 1935
- Étude de philosophie catésienne e Premiers écrits philosophiques, 1937
- Esquisse d'une philosophie personnaliste, 1945
- Pangermanisme et christianisme, 1945
- Critique du laïcisme, 1948
- La notion chrétienne de l'autorité, 1955